# 袁永林
袁永林（1950年—），男，黑龙江宁安人，中国人民解放军少将，曾任中国人民解放军总后勤部卫生部副部长，中国白求恩精神研究会会长。